# Xysticus krakatauensis
Xysticus krakatauensis là một loài nhện trong họ Thomisidae.
Loài này thuộc chi Xysticus. Xysticus krakatauensis được William Syer Bristowe miêu tả năm 1931.